# Илдефонс Серда
Илдефонс Серда и Суниер (на каталонски: Ildefons Cerdà i Sunyer) е каталонски инженер и урбанист.
Той е роден на 23 декември 1815 година в Сентелес в заможно семейство. Завършва строително инженерство в днешния Мадридски политехнически университет. Автор на теоретични трудове по градоустройство, той е активен участник в урбанистичното планиране на Барселона през втората половина на XIX век и изграждането на новия район Ешампле извън старите градски стени.
Илдефонс Серда умира на 21 август 1876 година в Калдас де Бесая, днес част от Коралес де Буелна.